# Scaphoideus zangi
Scaphoideus zangi är en insektsart som beskrevs av Li och Liang. Scaphoideus zangi ingår i släktet Scaphoideus och familjen dvärgstritar. Inga underarter finns listade i Catalogue of Life.